# フランチシェク・ヴラーチル
フランチシェク・ヴラーチル（František Vláčil, 1924年2月19日 - 1999年1月28日 ）は、チェコの映画監督。

## 来歴
1924年、チェコスロバキアのチェスキー・チェシーンに生まれ、モラヴィアで育った。1945年から1950年までブルノのマサリク大学で芸術学と美術史を学んだ。
1951年に徴兵され、チェコスロバキアの軍事映画スタジオで働いた。兵役中に制作した短編映画『ガラスの雲』で、ヴェネツィア国際映画祭のドキュメンタリー短編映画賞を受賞し、1958年に除隊した。
バランドフ撮影所に移り、初の長編映画『白い鳩』を制作して高い評価を得る。
チェコ・ヌーヴェルヴァーグの一人と目されたヴラーチルは、1961年に歴史映画『悪魔の罠』を制作し成功を収めた。次作の叙事詩的映画『マルケータ・ラザロヴァー』は、6年もの歳月をかけて制作された。この作品は高く評価され、1998年にチェコの映画評論家や広報担当者の権威ある世論調査で、史上最高のチェコ映画に選ばれた。翌年の『蜂の谷』と合わせ歴史三部作と呼ばれる。1970年には、初のカラー作品『アデライド』を監督した。
プラハの春の「正常化」以降、長編映画の製作が困難になり、バランドフ撮影所を去ることになった。その後、いくつかの小規模な作品を手掛けていたが、1976年にようやく長編映画の製作を許され、『焼きジャガイモの煙』を監督した。翌年のスリラー映画『暑い夏の影』では、カルロヴィ・ヴァリ国際映画祭クリスタルグローブ賞を受賞した。
ビロード革命後、チェコ映画への多大な貢献を認められ、1993年にチェコのアカデミー賞にあたるチェコ・ライオン賞を受賞し、チェコ映画テレビアカデミーの会長に就任した。1997年に左足を骨折し、2度の手術を受けた。長年のアルコール依存症の影響もあって不整脈を起こし、1999年に74歳で亡くなった。

## 監督作品
- ガラスの雲 Skleněná oblaka (1958年) 短編映画
- 白い鳩 Holubice (1960年)
- 悪魔の罠 Ďáblova past (1961年)
- マルケータ・ラザロヴァー Marketa Lazarová (1967年)
- 蜂の谷 Údolí včel (1968年)
- アデライド Adelheid (1970年)
- 白い街 Město v bílém (1972年) 短編映画
- モミの木の伝説 Pověst o stříbrné jedli (1973年) 中編映画
- カルロヴィ・ヴァリの遊歩道 Karlovarské promenády (1973年) 短編映画
- シリウス Sirius (1975年) 中編映画
- 焼きジャガイモの煙 Dým bramborové natě (1976年)
- 暑い夏の影 Stíny horkého léta (1977年)
- 蛇の毒 Hadí jed (1982年)
- シダの色合い Stín kapradiny (1984年)
- アルバート Albert (1985年)
- 魔術師 Mág (1987年)